# 李富蘭
李富蘭（韓語：이부란，1900年6月15日—1992年3月19日），是韓國獨立活動家和政治人物、大韓民國首任總統李承晩的夫人。李承晩在和朴承宣離婚後，同李富蘭結婚。冠夫姓的德文名字為Francesca Donner Rhee（李），李富蘭是李承晚為她取的名字。別稱濠洲宅（호주댁），是韓人爲因奥地利和澳大利亚（濠洲）兩國名之发音错误而起的別名。

## 生平

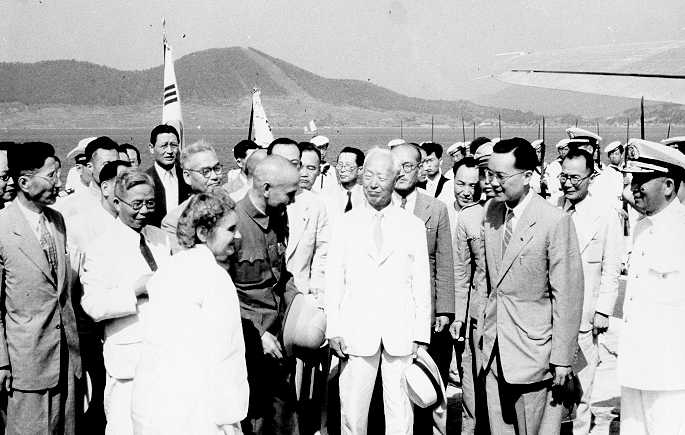
李承晚、李富蘭迎接蔣中正的到訪

李富蘭為白人，在1900年出生於奥匈帝國的維也納。其後，她在维也纳大学獲語言學的博士學位，並於國際聯盟（現聯合國）的日內瓦辦公室出任即時翻譯員及外交官一職。1933年，她与李承晩在日內瓦的一家酒店裏相遇。當時，李承晩實際居於美國，前往奧地利只屬旅行目的。在這次旅程中，他詢問了李富蘭能否嫁給他，並且獲得她的答允，李富蘭亦在此之後跟隨他到美國生活。1934年，他們在美國紐約結婚，且兩者都是離婚後的第二段婚姻。

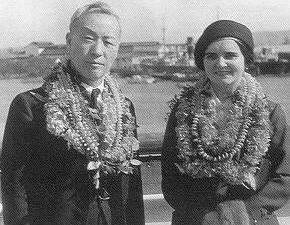
李承晚和李富蘭（1933年）

李富蘭其後在美國紐約、華盛頓哥倫比亞特區生活一段時間後，前往夏威夷的一個大型流亡美國韓國籍人士社區中生活，該區的人皆致力於參與政治事務。李富蘭在該地擔任李承晩的秘書，並參與了李承晩於1940年所著的著名書籍《日本內幕記》的編採工作。在1945年8月日本投降後，李承晚在美國支持下，於同年10月返回韓國，李富蘭隨後跟隨。
1948年3月，李承晩成功當選首任韓國總統，並一直任職至1960年。在這段時間期間，李富蘭便以這個韓國名字作為讓公眾認識她的媒介。在李承晩在任期間的每個公眾活動，她都幾乎出現在其身邊。在李承晩於1960年被逼下台時，他們回到了夏威夷生活:76。在1965年李承晚身故後，她返回了故鄉奧地利。
在奧地利生活五年後，李富蘭在1970年回到了韓國生活。在1970年至1992年間，她都在首爾的梨花莊（李承晚故居）中與他們的繼子李仁秀及其一家人生活。1992年3月19日，她在首爾去世，終年91歲。